# Кайрат (футбольний клуб)
«Кайрат» — казахський футбольний клуб з Алмати, заснований у 1954 році на базі алматинського «Динамо».
Згідно з постановою президії ВЦРПС СРСР та Ради Міністрів КазРСР, були об'єднані ДСТ «Урожай» та «Колхозши». 18 червня 1956 було засноване нове Добровільне Сільське Спортивне Товариство (ДССТ) Казахської РСР під назвою «Кайрат».
Починаючи з 1960 року з невеликими перервами виступав у Вищій лізі чемпіонату СРСР з футболу під назвою «Кайрат» Алма-Ата (найкращий результат — 7-ме місце у 1986 році). Найсильніший казахський клуб у радянський період.
З 1992 виступає в Прем'єр-лізі Казахстану. У 1954 році клуб називався «Локомотив» Алма-Ата, а в 1955 «Урожай» Алма-Ата. Один з провідних клубів Казахстану радянського періоду.
Основні кольори клубу — біло-сині. Домашні матчі проводить на стадіоні Центральному, який вміщує 23 804 глядацьких місць.

## Відомі футболісти

### Українці
- Анатолій Тимощук — найтитулованіший український гравець, екс-капітан збірної України.
- Станіслав Кочубинський
- Владислав Нехтій
- Євген Яровенко-- олімпійський чемпіон 1988.

### Казахи
- Курбан Бердиєв
- Сеїльда Байшаков
- Самат Смаков

### Росіяни
- Сергій Волгін
- Валерій Гладилін
- Олег Долматов
- Сергій Стукашов
- Юрій Сьомін
- Андрій Карпович

### Представники інших націй
- Антон Шох — німець;
- Геннадій Штромбергер — німець;
- Володимир Нідергаус — німець;
- Євстафій Пехлеваніді — грек.

## Досягнення
- Переможець Кубка Федерації футболу СРСР (1):
  - 1988

- Чемпіон Казахстану (4):
  - 1992, 2004, 2020, 2024

- Володар Кубка Казахстану (10):
  - 1992, 1997, 1999, 2001, 2003, 2014, 2015, 2017, 2018, 2021

- Володар Суперкубка Казахстану (3):
  - 2016, 2017, 2025

- Переможець Кубка міжнародного союзу залізничників (1): 1971.

## Виступи в єврокубках
| Сезон   | Змагання       | Раунд | Клуб                | Вдома | На виїзді    | В сукупності |  |
| ------- | -------------- | ----- | ------------------- | ----- | ------------ | ------------ |  |
| 2002–03 | Кубок УЄФА     | КР    | Црвена Звезда       | 0–2   | 0–3          | 0–5          |  |
| 2005–06 | Ліга чемпіонів | 1КР   | Артмедия Братислава | 2–0   | 1–4 (дод.ч.) | 3–4          |  |
| 2006–07 | Кубок УЄФА     | 1КР   | Відеотон            | 2–1   | 0–1          | 2–2 (г)      |  |
| 2014–15 | Ліга Європи    | 1КР   | Кукесі              | 1–0   | 0–0          | 1–0          |  |
| 2014–15 | Ліга Європи    | 2КР   | Есб'єрг             | 1–1   | 0–1          | 1–2          |  |
| 2015–16 | Ліга Європи    | 1КР   | Црвена Звезда       | 2–1   | 2–0          | 4–1          |  |
| 2015–16 | Ліга Європи    | 2КР   | Алашкерт            | 3–0   | 1–2          | 4–2          |  |
| 2015–16 | Ліга Європи    | 3КР   | Абердин             | 2–1   | 1–1          | 3–2          |  |
| 2015–16 | Ліга Європи    | ПО    | Бордо               | 2–1   | 0–1          | 2–2 (г)      |  |
| 2016–17 | Ліга Європи    | 1КР   | Теута               | 5–0   | 1–0          | 6–0          |  |
| 2016–17 | Ліга Європи    | 2КР   | Маккабі Тель-Авів   | 1–1   | 1–2          | 2–3          |  |
| 2017–18 | Ліга Європи    | 1КР   | Атлантас            | 6–0   | 2–1          | 8–1          |  |
| 2017–18 | Ліга Європи    | 2КР   | Скендербеу          | 1–1   | 0–2          | 1–3          |  |
| 2018–19 | Ліга Європи    | 1КР   | Енгордані           | 7–1   | 3–0          | 10–1         |  |
| 2018–19 | Ліга Європи    | 2КР   | АЗ                  | 2–0   | 1–2          | 3–2          |  |
| 2018–19 | Ліга Європи    | 3КР   | Сігма Оломоуць      | 1–2   | 0–2          | 1–4          |  |
| 2019–20 | Ліга Європи    | 1КР   | Широкі Брієг        | 2–1   | 2–1          | 4–2          |  |
| 2019–20 | Ліга Європи    | 2КР   | Хапоель Беер-Шева   | 1–1   | 0–2          | 1–3          |  |
| 2020–21 | Ліга Європи    | 1КР   | Ноах                | 4–1   |              | 4–1          |  |
| 2020–21 | Ліга Європи    | 2КР   | Маккабі Хайфа       |       | 1–2          | 1–2          |  |
| 2021–22 | Ліга чемпіонів | 1КР   | Маккабі Хайфа       | 2–0   | 1–1          | 3–1          |  |
| 2021–22 | Ліга чемпіонів | 2КР   | Црвена Звезда       | 2–1   | 0–5          | 2–6          |  |
| 2021–22 | Ліга Європи    | 3КР   | Алашкерт            | 0–0   | 2–3 (дод.ч.) | 2–3          |  |

Примітки

КР = Кваліфікаційний раунд; 1КР = 1-й кваліфікаційний раунд; 2КР = 2-й кваліфікаційний раунд; 3КР = 3-й кваліфікаційний раунд; ПО = Раунд плей-оф.